# Salicilato 1-monoossigenasi
La salicilato 1-monoossigenasi è un enzima appartenente alla classe delle ossidoreduttasi, che catalizza la seguente reazione:
salicilato + NADH + 2 H+ + O2 ⇄ catecolo + NAD+ + H2O + CO2
L'enzima è una flavoproteina (FAD).